# پت تورپی
پت تورپی (انگلیسی: Pat Torpey; ۱۳ دسامبر ۱۹۵۳ – ۷ فوریهٔ ۲۰۱۸) طبل‌زن اهل ایالات متحده آمریکا بود. وی بین سال‌های ۱۹۸۰ تا ۲۰۱۸ میلادی فعالیت می‌کرد.